# Lüder Halenbeck
Lüder Halenbeck (* 21. Mai 1841 in Vegesack; † 19. Februar 1895 in Bremen) war ein deutscher Pädagoge, Heimatforscher und Schriftsteller.

## Biografie
Halenbeck stammte aus einer seit dem frühen 18. Jahrhundert in Vegesack ansässigen Familie von Kahnschiffern und Seefahrern. Sein Geburtshaus befand sich in der Weserstraße 3. Er war seit 1869 mit Tibeta Kautzner (1842–1897) aus Vegesack verheiratet, mit der er fünf Kinder hatte.
Halenbeck war ab 1861 Lehrer an der evangelischen Stephanischule in Bremen und nach 1866 an privaten Lehrinstituten (Janson, Struckmann) in Bremen tätig. Er gilt als Nestor der Heimatforschung für Vegesack und Bremen-Nord. Seine historischen Veröffentlichungen basieren auf Recherchen in Archiven, Erzählungen und der eigenen Anschauung. Sie bieten bis heute zahlreiche Anknüpfungspunkte für Forschungen und die Grundlage zur Regionalgeschichtsschreibung der Region Bremen-Nord. Darüber hinaus war er ein großer Freund der Natur und hat zahlreiche Wanderführer herausgegeben, die er mit kenntnisreichen historischen Informationen und Hinweisen auf Geologie, Flora und Fauna angereichert hat.
Er ist am 19. Februar 1897 (nicht am 12. Februar wie bei Kühtmann und Schwarzwälder angegeben) an den Folgen eines Schlaganfalls verstorben, als er einen Freund, den Bremer Geographen Alwin Oppel, besuchen wollte. Er wurde am 23. Februar 1897 auf dem Waller Friedhof beigesetzt (Grab EE 66a). Sein Grabmal hat sich nicht erhalten.
Ein Teil seines schriftlichen Nachlasses, darunter unveröffentlichte Manuskripte, befindet sich im Archiv des Vegesacker Heimatmuseums Schloss Schönebeck. Eine Handschrift Zur Geschichte der Kirche St. Stephani von 1872 gehört zum Kriegsverlust der Staats- und Universitätsbibliothek Bremen. Das Manuskript Friedrich von der Borch, der erste seines Geschlechtes auf Haus ‚Schönebeck‘ und seine Nachkommen ist dort als Kopie erhalten geblieben.

## Ehrungen
- In Vegesack wurde die Halenbeckstraße nach ihm benannt (früher Schmalestraße).

## Werke
- Zur Geschichte der Stadt Vegesack. Ein Beitrag zur Heimathkunde, Vegesack (Rohr) 1874 (Nachdruck Schünemann Verlag, Bremen 1979),
- Geschichte der Stadt Vegesack. Ein Beitrag zur Heimatkunde und bremischen Geschichte, 2. erweiterte Auflage, Vegesack (Rohr) 1893
- Blumenthal und Schönebeck. Ein Beitrag zur bremischen Geschichte, Vegesack (Rohr) 1878 (Nachdruck Schünemann Verlag, Bremen 1979)
- Ausflüge in Bremens weitere Umgebung. Führer für Touristen, zuerst erschienen in 10 Heften, Bremen 1878–1881, (Nachdruck zum Teil im Schünemann Verlag, Bremen 1983)
- 1. Eine Dampfschiffahrt nach Vegesack, Bremen (Kühtmann) 1878
- 2. Vegesack und Umgebung, Bremen (Kühtmann) 1878 (Nachdruck 1979)
- 3. Ritterhude, Stoteler Wald, Elm, Osterholz-Scharmbeck, Bremen (Kühtmann) 1881 (Nachdruck 1983)
- 4. Eine Fahrt nach dem Weiherberge, Bremen (Kühtmann) 1878 (Nachdruck 1983)
- 5. Syke und seine Umgebung, Bremen (Kühtmann) 1878
- 6. Der Dümmer und seine Umgebung, Bremen (Kühtmann) 1878
- 7. Delmenhorst, Stühe, Hasbruch, Hude, Bremen (Kühtmann) 1882
- 8. Das Zwischenahner Meer und seine Umgebung, Bremen (Kühtmann) 1878
- 9. St. Jürgensland, Bremen 1881 (Nachdruck 1983)
- 10. Die Ahlhorner Heide, Bremen 1881
- Nach Norderney und Helgoland. Eine Unterweser-, Watt- und Nordseefahrt, Bremen (Kühtmann) 1883
- Excursions-Karte zur Umgebung von Vegesack, Bremen (Hunckel) 1885
- Uebersichts-Karte der Nordsee-Küste von der Elbe bis zur Ems, 3. Aufl. Bremen (von Halem) 1885; 4. Aufl. Bremen (ca. 1887).
- Rittergut Marßel, Vegesack (Rohr) 1888.
- 50 Ausflüge in die Umgebung von Bremen, Bremen (Hampe) 1893[2]
- Geschichte des Fleckens Scharmbeck und der Güter Sandbeck und Bilohe (aus dem Nachlass bearbeitet von Heinrich Schriefer, hrsg. Joh. Steeneck), Vegesack (Rohr) 1897